# De Ronde
De Ronde is een Vlaamse tv-serie van het productiehuis Woestijnvis en werd in 2011 uitgezonden op Eén. De fictiereeks werd geschreven en geregisseerd door Jan Eelen. De negendelige reeks speelt zich integraal af op de dag van de Ronde van Vlaanderen en volgt een aantal mensen die die dag, net als de renners, alles te winnen of te verliezen hebben.
Op maandag 24 januari 2011 werd de serie voorgesteld in De Roma in Borgerhout. De reeks ging na het voorlaatste seizoen van Witse van start op zondag 13 februari 2011.
De reeks werd origineel uitgezonden in 9 afleveringen, maar later aangepast tot 7 afleveringen voor de dvd.

## Productie
Eind maart maakte Jan Eelen bekend dat hij filmpjes zocht over de Ronde van Vlaanderen. Alle filmpjes die de toeschouwers maakten, mochten opgestuurd worden. Jan Eelen maakte toen bekend dat het om "een nieuw tv-programma" gaat waarin 'de Ronde' centraal staat.
De opnames startten eind maart. Op 4 april 2010, de dag van de Ronde van Vlaanderen, werden er een aanzienlijk aantal opnames gemaakt. Heel wat acteurs liepen onopvallend tussen de toeschouwers te supporteren. Van eind mei tot eind oktober vonden er opnames plaats.
In oktober vonden er opnames plaats in Schendelbeke. Acteur Johan Heldenbergh was er aanwezig. Nog in die maand waren er opnames in de studio's in Vilvoorde om een VIP-receptie te filmen. In december liepen er ook opnames in Vilvoorde. Op 23 december 2010 werden de opnames afgewerkt.

## Rolverdeling

### Hoofdrollen
- Koen De Graeve als Lasse Verreck
- Jaak Van Assche als Reddy Hardeel
- Sien Eggers als Simonne Hardeel-Henao
- Johan Heldenbergh als Peter Willemyns
- An Miller als Vera Hardeel
- Frank Focketyn als Miel Abeloos
- Dirk Roofthooft als Boudewijn De Bock
- Warre Borgmans als Jean-Jacques Deckx
- Lucas Van den Eynde als Marc Six
- Els Dottermans als Greet Parmentier-Deckx
- Marc Van Eeghem als Gunther Vercammen
- Stefaan Degand als Dieter De Leus
- Damiaan De Schrijver als John Van Roey
- Marleen Merckx als Chris Marconi
- Chris Willemsen als Jimmy Ceustermans
- Katrin Lohmann als Ulrike Moltman
- Heike Langsdorf als Jana Moltman
- Steve Karier als Karlheinz Moltman
- Jamal Boukhriss als Brahim Al-Amrani
- Charlotte Vandermeersch als Liesje De Witte
- Dirk Van Dijck als Luk De Witte
- Katelijne Verbeke als Annick Sabbe-De Witte
- Ramzi Zerqane als Abdel Al-Amrani
- Tom Van Dyck als Johan Bekaert
- Wim Helsen als Filip Creffier
- Bruno Vanden Broecke als Bart Porteman
- Felix Maesschalck als Leon
- Seppe De Belie als Robby Willemeyns
- Wim Opbrouck als Tommy Lievens
- Tania Van der Sanden als Nancy Goeillaert
- Mieke De Groote als Herta Grootaers
- Ben Segers als Frank
- Paul Wuyts† als Lou Abeloos
- Reinhilde Decleir† als Nora Abeloos-Cormijn
- Josse De Pauw als Rik Abeloos
- Rik Van Geel als Berten Nollet
- Gerd De Ley als Willy Van De Walle
- Sven De Ridder als Patrick Latré
- Steve Geerts als Didier Boone
- Ludo Dierckxsens als zichzelf

### Bijrollen
- Greet Verstraete als bloemenmeisje
- Ina Geerts
- Johan Dehollander als barman
- Liesa Naert
- Ruth Becquart als Lyn
- Bert Haelvoet
- Katrien Vandendries
- Arnold Willems†
- Wim Willaert als klant bij De Havana
- Ben Van den Heuvel als misdienaar
- Barbara Sarafian
- Nico Sturm als verpleger
- Ikram Aoulad als Zaina
- Fabian Cancellara als zichzelf

## Personages

### Dieter De Leus (Stefaan Degand)
Dieter De Leus is een enthousiaste jongen van begin de dertig. Hij is uitgenodigd om mee te rijden met het VIP-busje van het bedrijf Dyramac waar hij onderhoudswerk uitvoert. Van in het begin is hij heel erg enthousiast. Wanneer echter blijkt dat het busje overboekt is, moet hij meegaan met de reclamekaravaan en kan hij de koers dus niet zien. Hij is erg teleurgesteld. Hij rijdt mee met Lasse Vereck, maar zegt niet veel.

### Lasse Verreck (Koen De Graeve)
Lasse Verreck is een magazijnier bij Dyramac. Wanneer dat bedrijf een VIP-dag tijdens De Ronde organiseert mag hij chauffeur zijn bij de reclamekaravaan. Onverwachts krijgt hij gezelschap van Dieter De Leus. Hij probeert er een gezellige rit van te maken, maar Dieter is erg stil.

### Miel Abeloos (Frank Focketyn)
Miel is de broer van Lou Abeloos en Rik Abeloos. Hij is de jongste van de drie. Hij is een ervaren regisseur bij de VRT. Wanneer hij voor de zoveelste keer de Ronde van Vlaanderen moet regisseren, geeft hij een deel ervan door aan zijn assistente Vera Hardeel.

### Vera Hardeel (An Miller)
Vera is de dochter van Reddy Hardeel en Simonne Henao. Ze is relatief nieuw bij de VRT, maar op de dag van de Ronde krijgt ze de kans om te assisteren in de regie van het programma. Als haar overste Miel Abeloos haar zegt dat zíj de regie van de voor- en nabeschouwing mag doen, is ze dolgelukkig. Haar collega's - en Patrick Latré (de slow motiontechnicus) in het bijzonder - reageren minder enthousiast.

### Chris Marconi (Marleen Merckx)
Chris is de vrouwelijke "bediende" in Club Havana.

## Verhaallijnen
Met de koers als achtergrond vertelt De Ronde het verhaal van een aantal mensen van allerlei pluimage die, net als de renners, op die dag alles te winnen of te verliezen hebben. Er zijn wel een tiental verhaallijnen waarin de Ronde van Vlaanderen een rol speelt, en die ook op andere manieren samenkomen.

### VIP-wagen vanDyramac
Boudewijn De Bock, CEO van het bedrijf Dyramac, stelt Marc Six aan om de VIP-gasten van Dyramac tijdens de Ronde te begeleiden. Marc Six nodigt zijn collega's Dieter De Leus, Gunther Vercammen en Jean-Jacques Deckx uit. Wanneer blijkt dat Jean-Jacques Deckx ook zijn vrouw meegenomen heeft, moet Marc iemand zijn toegang tot de VIP-wagen ontzeggen. Het lot valt op de enthousiaste Dieter: hij moet bij Lasse Verreck meerijden met de reclamekaravaan die 45 minuten voor de koers uit rijdt.
Ondertussen is de sfeer niet erg goed in de VIP-wagen: Jean-Jacques klaagt dat hij te weinig van de koers ziet. Wanneer Boudewijn begint te slapen tijdens de koers, raken de gemoederen al helemaal oververhit. Tijdens het uitstappen om even naar de renners te kijken verliest Boudewijn zijn tasje, maar hij weet wel nog waar hij het gelegd heeft. Hij belt Marc en vraagt hem om het tasje te gaan halen zodat niemand anders het meeneemt. Maar wanneer Marc het tasje vindt, bedankt Boudewijn hem niet eens.
Marc is ontgoocheld en zoekt afleiding in het bordeel Havana. Daar lijkt alles volgens plan te verlopen, maar wanneer hij op een bed gaat liggen wordt hij vastgeklemd. Jimmy, een dwerg, komt met zijn blote lijf op Marc zitten en schijt op zijn gezicht, wat wordt gefilmd. Daarna wordt Marc door de eigenaar van het bordeel, John Van Roey, gedwongen om elke maand geld te storten aan een goed doel. Als hij dat niet doet, zullen de compromitterende beelden verspreid worden.

### Reclamewagen vanDyramac
Aanvankelijk is het de bedoeling dat Lasse Verreck in de reclamewagen van Dyramac de koers alleen afwerkt. Maar wegens een overboeking van de VIP-wagen krijgt hij Dieter De Leus op de passagierszetel. Aangezien Dieter bijzonder ontgoocheld is dat hij het is die afvalt voor de VIP-wagen, zegt hij niet veel tegen de enthousiaste Lasse. Langzaam maar zeker komt Dieter echter los en leert hij Lasse appreciëren als een echte koersliefhebber.
Wanneer zij het bordeel Havana passeren, geeft Dieter Lasse de raad er geen voet binnen te zetten. Hij blijft mysterieus over het waarom en verandert snel van onderwerp richting koers. Het loopt los tussen hen beiden, tot op het moment dat dat Dieter midden in de koers plots dringend naar het toilet moet. Enkele hilarische scènes later (a' je moe' kakn, moe' je kakn) wordt de wagen van Dyramac door zijn schuld uit de reclamekaravaan genomen.
Lasse is woest op Dieter, maar na enkele minuutjes geruzie besluiten ze het parcours af te snijden om zo de renners een aantal keren te zien. Wanneer Dieter een tweede keer moe' kakn, besluiten ze de koers in een cafeetje verder op tv te volgen voordat ze afzakken naar de VIP-tent. Dieter belooft Lasse hem binnen te loodsen op de VIP-receptie als tegemoetkoming voor de miserie die hij berokkend heeft. Vlak voordat ze het café verlaten om richting VIP-tent te rijden, wordt hun geparkeerde wagen in de flank geramd door Bart Porteman die in botsing komt met de wagen van Nancy Goeillaert, de vriendin van Tommy Lievens, de inspecteur die een vluchtmisdrijf onderzoekt. Na de administratieve afhandeling worden Dieter en Lasse door Marc opgehaald om toch nog tijdig de VIP-tent te bereiken om daar het einde van de koers te volgen. Even later nemen ze als echte vrienden afscheid van elkaar.

### Regie in Meerbeke
Berten Nollet, Willy Van De Walle, Patrick Latré en Miel Abeloos zijn ervaren mensen die al jaren de regie van de Ronde van Vlaanderen verzorgen. Wanneer Miel zijn opdracht als regisseur van de voor- en nabeschouwing doorgeeft aan de relatief nieuwe Vera Hardeel, reageren Berten, Willy en Patrick onthutst. Zij vragen zich af of Vera deze taak wel aankan.
Tijdens de voorbeschouwing maakt Vera een fout en begint ze te roepen op Patrick. Die is ontzet en is boos op Vera, die probeert het goed te maken, maar Patrick weigert toegevingen te doen. Miel vergeeft Vera de fout. Wanneer Miel verneemt dat zijn broer zelfmoord probeert te plegen, vlucht hij midden in de koers weg en geeft hij Vera de opdracht de regie over te nemen. Vera wil dat niet, maar ze heeft geen andere keus.
Patrick is nog altijd kwaad op haar en probeert het haar erg moeilijk te maken. Maar wanneer zijn computer crasht, is ook hij slachtoffer. Wanneer Vera hem zegt dat hij de enige is die dat kan repareren, slaat de sfeer om. Op het einde van de uitzending kan het hele redactieteam terugblikken op een al bij al geslaagde uitzending. Plots krijgt Vera telefoon van haar moeder. Schreeuwend en huilend snelt zij naar het ziekenhuis.

### De grasmachine
Simonne Heano, een dementerende vrouw, helpt haar kleinzoon Leon Hardeel met het zoeken naar paaseitjes tijdens de Ronde. Haar man Reddy Hardeel probeert ondertussen het slot van het tuinhuisje te repareren. Enkele dagen daarvoor werd er immers ingebroken en werd zijn grasmachine gestolen.
Terloops houdt hij ook zijn buurman Peter Willemyns in de gaten, die zijn zoon Robby het ene standje na het andere geeft. Wanneer de buurman merkt dat Reddy hem in de gaten heeft, komt hij een praatje maken en gooit hij nog wat olie op het vuur met enkele racistische uitspraken en de bedenking "hoe onveilig het hier wel niet is". Wanneer de uitzending van de Ronde begint, is Reddy erg zenuwachtig. Zijn dochter Vera moet de regie van de voor- en nabeschouwing doen. Wanneer zij daarbij een fout maakt, zijn ze allemaal erg ontgoocheld.
Enkele uren later wordt er een beeld getoond van een man die zijn gras aan het maaien is terwijl de Ronde passeert. Er valt buurman Peter iets op wanneer de camera inzoomt. Hij vertraagt het beeld en haalt prompt Reddy erbij om de beelden te bekijken. Beiden besluiten dat de grasmachine die de man gebruikt van hetzelfde merk en type is als de grasmachine die uit het tuinhuisje van Reddy gestolen werd. Terwijl Leon bij het zoontje van de buurman mag blijven spelen, besluit Reddy even poolshoogte te gaan nemen. Hij ontmoet Brahim als nieuwe 'eigenaar' van de grasmachine. Brahim beweert dat hij de grasmachine voor een klein bedrag heeft overgekocht van zijn neef Abdel. Omdat Reddy kan verklaren waarom er een bluts in de grasmachine zit, besluiten beide heren dat de grasmachine wel degelijk van Reddy is.
Plots verschijnt de schoonvader van Brahim op het toneel, en Brahim smeekt Reddy om te doen alsof er niets aan de hand. Reddy geeft toe en zegt dat hij morgen wel even langs zal komen om de zaak uit te klaren. Reddy keert terug naar huis. Brahim wordt echter verteerd door schuldgevoelens, belt zijn neef woedend op om uitleg te vragen, en besluit even later de grasmachine zelf onmiddellijk terug te brengen. Buurman Peter merkt dat op en maakt een foto als bewijsmateriaal. Reddy raakt even helemaal over zijn toeren omdat hij helemaal niet wil dat Peter zich komt bemoeien.
Simonne is om de één of andere reden niet overtuigd dat dit dezelfde grasmachine is als die van hen. Ze duikelt het garantiebewijs op en stelt vast dat de serienummers niet overeenkomen. Reddy raakt nu helemaal de kluts kwijt en besluit de grasmachine terug te brengen naar Brahim.
Ondertussen is de neef van Brahim woedend toegekomen. De neef besluit om verhaal te gaan halen bij Reddy. Ze komen elkaar ergens in het midden tegen. Reddy slaat op de vlucht en raakt net op tijd binnen in zijn huis. Leon is geschrokken van de woedende neef en roept de hulp van buurman Peter in. Die neemt een van zijn vele pistolen uit de kast en stormt af op de woedende Marokkaan.
Ondertussen gaan Leon en het zoontje van Peter in diens huis op onderzoek uit en vinden de pistolen. In het midden van een verhitte discussie tussen buurman Peter, de neef van Brahim, Reddy en Simonne klinkt er plots een schot in het huis van Peter. Zoontje Leon heeft geluk gehad: de kogel heeft hem niet geraakt.
Enkele uren later komt Vera het ziekenhuis binnengerend. Ze ontmoet er haar moeder Simonne die zegt dat het niet goed gaat met 'hem'. 'Hem' is blijkbaar Reddy, die onder de stress van de situatie bezweken is. Reddy is buiten bewustzijn, maar wanneer Vera haar vader vertelt dat ze de hele koers geregisseerd heeft, geeft hij een teken van leven.

### Het vluchtmisdrijf
Tommy Lievens is een politieagent die na een ongeval met vluchtmisdrijf de Duitstalige Karlheinz Moltman, vader van het zwaargewonde slachtoffer Jana, opvangt. Jana ligt in het ziekenhuis. Zij heeft een zus Ulrike die de bloemen mag geven aan de winnaar van de Ronde. Wanneer Ulrike op weg is naar de finish krijgt ze telefoon van haar vader. De tijd dringt, maar toch gaat ze nog naar het ziekenhuis. Daar komt ze te weten dat haar vader opnieuw verslaafd raakt aan alcohol en dat haar zus onder invloed van heroïne was .
Filip Creffier reed, met de wagen van zijn vriend Johan Bekaert, na een nachtje stappen Jana aan. Bart Porteman zat ook in de wagen terwijl Johan lag te slapen en dus helemaal niets merkte. Omdat ze allemaal behoorlijk dronken waren, pleegden ze vluchtmisdrijf. De volgende morgen overtuigt Filip Bart om Johan het idee te geven dat hij de persoon is die reed. Johan stelt de schade aan zijn auto vast en vraagt zich af waarom de auto in de tuin staat. Filip en Bart dissen een verhaal op van een paaltje. Johan gelooft dit alles en schaamt zich te pletter dat hij in zulke toestand met zijn vrienden naar huis gereden is, ondanks het feit dat hij beloofde 'bob' te zijn. Bart worstelt fel met zijn schuldgevoelens maar speelt het spel van Filip mee.
Op een bepaald moment besluit Bart frieten te gaan halen. Hij vertrekt richting frituur en hoort op de radio dat het slachtoffer Jana er erg aan toe is. Op hetzelfde moment hoort Johan op de radio het relaas van een vluchtmisdrijf. Hij legt de link tussen de schade aan zijn auto en de beschrijving van het voertuig dat gezocht wordt.
Op de terugweg van de frituur raakt Bart zelf betrokken bij een ongeval. Johan en Filip haasten zich naar het ziekenhuis en zij worden verzocht even plaats te nemen in de wachtzaal. Zonder het te beseffen nemen ze plaats naast Karlheinz, die hen zelfs een koffie aanbiedt. Juist wanneer de dokter Karlheinz komt vertellen dat zijn dochter het zal halen, worden Filip en Johan uitgenodigd om hun vriend te bezoeken.
Johan begrijpt onmiddellijk dat Karlheinz de vader is van het meisje dat hij heeft aangereden. Zodra hij op de kamer van Bart is, neemt hij het besluit de vader op te zoeken. De wachtzaal is echter leeg, op inspecteur Tommy na. Johan vraagt Tommy of hij de Duitstalige man gezien heeft die daar net nog zat. Tommy vraagt waarom hij hem wil spreken. Even later komen de drie vrienden en inspecteur Tommy samen op de kamer van Bart. Johan en Filip blijven bij hun verhaal. Dan is het de beurt aan Bart om zijn verhaal te doen. Enkele minuten later zit Filip achter in de auto van inspecteur Tommy en maakt Johan een einde aan de vriendschap met Bart.

### Nora en Lou
Lou Abeloos is de terminaal zieke man van Nora Cormijn. Hij is de broer van Miel en Rik, die priester is. Wanneer Nora en Lou samen op bed gaan liggen verstikt Lou zijn vrouw met een kussen. Daarna wil hij naar de kelder vertrekken om zich op te hangen, maar hij valt van de trap. Lou ligt een tijdje met een gapende wonde onderaan de trap. Zijn broer Rik vindt hem en probeert hem de zelfmoordgedachten uit het hoofd te praten. Maar Lou is vastbesloten: hij wil dood. Wanneer ook Miel bij Nora en Lou aankomt, gaat Lou in een auto zitten en laat hij de uitlaatgassen in de auto dringen en sterft.

## Uitzendingen
| Uitzending | Eerste uitzending | Kijkcijfers |
| ---------- | ----------------- | ----------- |
| 1          | 13 februari 2011  | 1.891.021   |
| 2          | 20 februari 2011  | 1.818.036   |
| 3          | 27 februari 2011  | 1.652.848   |
| 4          | 6 maart 2011      | 1.605.654   |
| 5          | 13 maart 2011     | 1.596.473   |
| 6          | 20 maart 2011     | 1.477.422   |
| 7          | 27 maart 2011     | 1.323.624   |
| 8          | 3 april 2011      | onbekend    |
| 9          | 10 april 2011     | onbekend    |